# Hawthorn Football Club
A Hawthorn Football Club, népszerű nevén Hawks („héják”) ausztrálfutball-klub, amely az Ausztrál Futball Ligában (Australian Football League. AFL), a sportág legfelső osztályában játszik.
Az 1902-ben alapított az AFL victoriai tagjai közül a legfiatalabb. Az elmúlt 50 év legsikeresebb klubja: tízszer nyert bajnokságot, minden évtizedben egyet, utoljára 2008-ban. Játékosai barna-aranyszínű, függőlegesen csíkozott trikóban játszanak. A csapat latin nyelvű jelmondata 'spectemur agendo', „Tetteink mérjenek”.
A klub gyökerei a kelet-Melbourne-i Hawthorn külvárosba nyúlnak vissza, illetve a Glenferrie Oval stadionhoz, ahol korábban adminisztrációs, edző és találkozó központja volt, de 1973-ban elköltözött innen. 2006 óta edző és adminisztrációs központja a Waverley Park stadion, amely a klub főleg Melbourne külső területein és keleti részében élő szurkolóbázisának közepén helyezkedik el. Hazai találkozóikat főképp a Melbourne Cricket Ground (MCG) stadionban rendezik és 2007 óta négyszer játszottak második pályájukon, a launcestoni (Tasmania) Aurora Stadionban.

## Fordítás
- Ez a szócikk részben vagy egészben  a   Hawthorn Football Club című angol Wikipédia-szócikk ezen változatának fordításán alapul.  Az eredeti cikk szerkesztőit annak laptörténete sorolja fel. Ez a jelzés csupán a megfogalmazás eredetét és a szerzői jogokat jelzi, nem szolgál a cikkben szereplő információk forrásmegjelöléseként.

## Külső hivatkozások
- A klub hivatalos honlapja
- "Around the Grounds" – Web Documentary – Glenferrie Oval